# Anna di Assia-Darmstadt
Anna d'Assia e del Reno (in tedesco: Prinzessin Anna von Hessen und bei Rhein; Darmstadt, 25 maggio 1843 – Schwerin, 16 aprile 1865) fu la consorte e seconda moglie di Federico Francesco III, Granduca di Meclemburgo-Schwerin.

## Infanzia
La Principessa Anna d'Assia e del Reno, terzogenita e unica figlia femmina del Principe Carlo d'Assia e del Reno, e di sua moglie, la Principessa Elisabetta di Prussia, nacque a Bessungen, nel Granducato d'Assia. Suo nonno paterno fu Luigi II, Granduca d'Assia e del Reno. Sua madre era una nipote del Re Federico Guglielmo II di Prussia.
Suo fratello maggiore Luigi sposò nel 1862 la Principessa Alice del Regno Unito, terzogenita e seconda figlia femmina della Regina Vittoria.

## Matrimonio
Da ragazza, Anna fu considerata come possibile moglie per Edoardo VII del Regno Unito (noto come "Bertie" dalla sua famiglia). Mentre sua madre, la Regina Vittoria era a favore di Anna, la sorella maggiore di Bertie si oppose al matrimonio, poiché riteneva che Anna avesse un "tic inquietante". Col passare del tempo però, Vittoria diventò sempre più impaziente, e cercò di ignorare i suggerimenti di sua figlia che Anna non era adatta, dichiarando "Sono molto soddisfatta del rediconto sulla Principessa Anna, (meno gli spasmi)". Alla fine fu scelta invece Alessandra di Danimarca.
Il 4 luglio 1864 a Darmstadt, Anna sposò Federico Francesco II, Granduca di Meclemburgo-Schwerin figlio di Paolo Federico, Granduca di Meclemburgo-Schwerin. (La prima moglie di Federico Francesco la Principessa Augusta di Reuss-Köstritz era morta nel 1862.) Insieme ebbero una sola figlia:
- Duchessa Anna Elisabetta Augusta Alessandrina di Meclemburgo-Schwerin (7 aprile 1865 – 8 febbraio 1882)[4]

## Morte
Anna morì di febbre puerperale una settimana dopo aver dato alla luce la sua unica figlia. Fu sepolta nella Cattedrale di Schwerin. Suo marito si risposò con la Principessa Maria di Schwarzburg-Rudolstadt, da cui ebbe il Duca Enrico di Meclemburgo-Schwerin, consorte di Guglielmina dei Paesi Bassi.

### Titoli e denominazione
- 25 maggio 1843 – 4 luglio 1864: Sua Altezza Granducale Principessa Anna d'Assia e del Reno
- 4 luglio 1864 – 16 aprile 1865: Sua Altezza Reale La Granduchessa di Meclemburgo-Schwerin

## Antenati
|                                     |                                  |                                                | Genitori                                               |  |  | Nonni |  |  | Bisnonni        |  |  | Trisnonni                  |  |
|                                     |                                  |                                                |                                                        |  |  |       |  |  | Luigi I d'Assia |  |  | Luigi IX d'Assia-Darmstadt |  |
|                                     |                                  |                                                |                                                        |  |  |       |  |  | Luigi I d'Assia |  |  | Luigi IX d'Assia-Darmstadt |  |
|                                     |                                  | Carolina del Palatinato-Zweibrücken-Birkenfeld |                                                        |  |  |       |  |  | Luigi I d'Assia |  |  |                            |  |
| Luigi II d'Assia                    |                                  |                                                |                                                        |  |  |       |  |  | Luigi I d'Assia |  |  |                            |  |
|                                     |                                  | Luisa d'Assia-Darmstadt                        | Giorgio Guglielmo d'Assia-Darmstadt                    |  |  |       |  |  |                 |  |  |                            |  |
|                                     |                                  | Luisa d'Assia-Darmstadt                        | Giorgio Guglielmo d'Assia-Darmstadt                    |  |  |       |  |  |                 |  |  |                            |  |
|                                     |                                  | Luisa d'Assia-Darmstadt                        | Maria Luisa Albertina di Leiningen-Dagsburg-Falkenburg |  |  |       |  |  |                 |  |  |                            |  |
| Carlo d'Assia                       |                                  | Luisa d'Assia-Darmstadt                        |                                                        |  |  |       |  |  |                 |  |  |                            |  |
|                                     |                                  | Carlo Luigi di Baden                           | Carlo Federico di Baden                                |  |  |       |  |  |                 |  |  |                            |  |
|                                     |                                  | Carlo Luigi di Baden                           | Carlo Federico di Baden                                |  |  |       |  |  |                 |  |  |                            |  |
|                                     |                                  | Carlo Luigi di Baden                           | Carolina Luisa d'Assia-Darmstadt                       |  |  |       |  |  |                 |  |  |                            |  |
| Guglielmina di Baden                |                                  | Carlo Luigi di Baden                           |                                                        |  |  |       |  |  |                 |  |  |                            |  |
|                                     |                                  | Amalia d'Assia-Darmstadt                       | Luigi IX d'Assia-Darmstadt                             |  |  |       |  |  |                 |  |  |                            |  |
|                                     |                                  | Amalia d'Assia-Darmstadt                       | Luigi IX d'Assia-Darmstadt                             |  |  |       |  |  |                 |  |  |                            |  |
|                                     |                                  | Amalia d'Assia-Darmstadt                       | Carolina del Palatinato-Zweibrücken-Birkenfeld         |  |  |       |  |  |                 |  |  |                            |  |
| Principessa Anna d'Assia e del Reno |                                  | Amalia d'Assia-Darmstadt                       |                                                        |  |  |       |  |  |                 |  |  |                            |  |
|                                     | Federico Guglielmo II di Prussia | Augusto Guglielmo di Prussia                   |                                                        |  |  |       |  |  |                 |  |  |                            |  |
|                                     | Federico Guglielmo II di Prussia | Augusto Guglielmo di Prussia                   |                                                        |  |  |       |  |  |                 |  |  |                            |  |
|                                     | Federico Guglielmo II di Prussia | Luisa Amalia di Brunswick-Wolfenbüttel         |                                                        |  |  |       |  |  |                 |  |  |                            |  |
| Federico Guglielmo Carlo di Prussia | Federico Guglielmo II di Prussia |                                                |                                                        |  |  |       |  |  |                 |  |  |                            |  |
|                                     |                                  | Federica Luisa d'Assia-Darmstadt               | Luigi IX d'Assia-Darmstadt                             |  |  |       |  |  |                 |  |  |                            |  |
|                                     |                                  | Federica Luisa d'Assia-Darmstadt               | Luigi IX d'Assia-Darmstadt                             |  |  |       |  |  |                 |  |  |                            |  |
|                                     |                                  | Federica Luisa d'Assia-Darmstadt               | Carolina del Palatinato-Zweibrücken-Birkenfeld         |  |  |       |  |  |                 |  |  |                            |  |
| Elisabetta di Prussia               |                                  | Federica Luisa d'Assia-Darmstadt               |                                                        |  |  |       |  |  |                 |  |  |                            |  |
|                                     |                                  | Federico V d'Assia-Homburg                     | Federico IV d'Assia-Homburg                            |  |  |       |  |  |                 |  |  |                            |  |
|                                     |                                  | Federico V d'Assia-Homburg                     | Federico IV d'Assia-Homburg                            |  |  |       |  |  |                 |  |  |                            |  |
|                                     |                                  | Federico V d'Assia-Homburg                     | Ulrica di Solms                                        |  |  |       |  |  |                 |  |  |                            |  |
| Maria Anna d'Assia-Homburg          |                                  | Federico V d'Assia-Homburg                     |                                                        |  |  |       |  |  |                 |  |  |                            |  |
|                                     |                                  | Carolina d'Assia-Darmstadt                     | Luigi IX d'Assia-Darmstadt                             |  |  |       |  |  |                 |  |  |                            |  |
|                                     |                                  | Carolina d'Assia-Darmstadt                     | Luigi IX d'Assia-Darmstadt                             |  |  |       |  |  |                 |  |  |                            |  |
|                                     |                                  | Carolina d'Assia-Darmstadt                     | Carolina del Palatinato-Zweibrücken-Birkenfeld         |  |  |       |  |  |                 |  |  |                            |  |
|                                     |                                  | Carolina d'Assia-Darmstadt                     |                                                        |  |  |       |  |  |                 |  |  |                            |  |